# Callicarpa ferruginea
Callicarpa ferruginea là một loài thực vật có hoa trong họ Hoa môi. Loài này được Sw. mô tả khoa học đầu tiên năm 1788.